# Proluta
Rhynchina là một chi bướm đêm thuộc họ Erebidae.